# Samsø (ost)
Samsø är en dansk rundpipig hårdost av emmentaler-typ.
Samsø-osten har små runda pipor och smidig konsistens. Den tillverkas både rund och i blockform och får nötaktiga arom som påminner om Herrgårdsost. Lagras mellan 3 och 6 månader. Fetthalten är 28 %. Vissa varianter har rödkitt.
Osten utvecklades med Emmentalern som förebild och tillverkades länge på den danska ön Samsø. Numera produceras osten i andra delar av Danmark.